# Sisyborina
Sisyborina is een geslacht van netvleugeligen (Neuroptera) uit de familie van de sponsvliegen (Sisyridae).
Sisyborina is monotypisch en omvat enkel de soort:
- Sisyborina marlieri (Tjeder, 1976)